# Anna Maria Ehrenstrahl
Anna Maria Ehrenstrahl, née le 4 septembre 1666 et morte le 22 octobre 1729, est une artiste peintre suédoise de style baroque. Son œuvre est surtout connue pour ses allégories, ainsi que pour ses portraits et ses tableaux de groupe.

## Carrière
Anna Maria est la fille et l'élève du portraitiste David Klöcker Ehrenstrahl. Elle épouse en 1688 Johan Wattrang, le vice-président de la prestigieuse cour d'appel Svea hovrätt. Elle peint notamment des portraits de présidents de cette cour, ainsi que des portraits commandés par la famille royale de Suède.

## Œuvres

Le prince Charles XII de Suède
La princesse Edwige-Sophie de Suède